# Де Винне, Лена
Лена Де Винне (род. 1969) — писатель и общественный деятель.

## Биография
Родилась 23 января 1969 года в Москве в семье журналиста и инженера. Окончила  школу № 36 Волгоградского района города Москвы (номер позднее изменился на 1208).
С 1993 года проживает в Нидерландах, куда уехала со своим первым мужем британцем Шоном Кларком. С 1993 по 2009 год работала  в Европейском космическом агентстве, Ноордвайк, Нидерланды и занималась образовательно-просветительской  деятельностью. С  2013 года является одним из директоров в основанном доктором Игорем Ашурбейли  Asgardia International Research Center в Вене, Австрия, а в 2014 становится директором журнала ROOM Space Journal. Под руководством Игоря Ашурбейли участвует в создании космической нации Асгардия с 12 октября 2016 года и является Премьер Министром Асгардии с 28 декабря 2020 года.

### Образование
- 1986-1992 — Московский энергетический институт, специальность - инженер-электрик.
- 1998-2000 — European University, The Hague, MBA.
- 2000-2003 — California Southern, PhD по психологии.

### Работа на бельгийском телевидении
С 2010 по 2012 год Лена Де Винне работала телеведущей в бельгийской производственной студии Kanakna, которая снимала 11-серийную документальную программу о России «Россия для начинающих» (Rusland voor Beginners) по заказу бельгийского государственного телеканала Canvas. Программа впервые вышла в Бельгии в 2012 году, потом  несколько раз была повторена на различных телеканалах.

### Общественная деятельность
Лена Де Винне входит в состав совета директоров фонда Beautiful After Breast Cancer, который занимается вопросами лечения, профилактики и восстановления после рака груди.
Вместе с мужем, астронавтом ЕКА из Бельгии Франком Де Винне, Лена поддерживает программу WaSH (water, sanitation hygiene - вода, санитария, гигиена) бельгийского отделения UNICEF (международного фонда ООН по защите прав детей), которая оказывает поддержку жителям стран с ограниченными ресурсами питьевой воды. Вся выручка от продаж книг Лены на английском, фламандском и французском языках переводится в поддержку этой кампании. Лена выступает с лекциями о космосе в профессиональных клубах в Бельгии (таких как Ротари). Гонорары за выступления также переводятся в поддержку программы WaSH UNICEF.
Книги «Дневник...», «Мой папа — космонавт» и сборники стихов продаются в поддержку благотворительного проекта «Парад кукол — детям», который оказывает адресную помощь тяжелобольным детям. Лена также оказывает поддержку проекту и Светлане Пчельниковой при проведении благотворительных мероприятий и акций.

## Труды
В 2009 году, во время второго космического полёта своего второго мужа Франка де Винне, Лена Де Винне написала свою первую книгу о полёте его экипажа Романа Романенко - Франка де Винне - Роберта Тёрска в составе 20-21 экспедиции на борту МКС. Книга была переведена на фламандский и французский языки, и позднее пересказана автором на русском и вышла под названием «Дневник жены космонавта. 3, 2, 1... Поехали!» в издательстве «Астрель».
Ряд критиков положительно оценили книгу. Бильд-редактор «Новой газеты» Юлия Балашова писала: «Она рассказывает, как плачут, чему радуются, чего боятся женщины, если их мужья — космонавты. Лена, кажется, впервые в «космической литературе» повернула тему космоса от ракет к людям на 180 градусов». Литератор Илья Абель отметил, что «на самом деле книга не только о полете в космос (хотя, конечно, об этом в первую очередь), а о том, что такое космос в жизни отдельного, обычного человека. Того, для кого выполнение близким человеком полетного задания – часть собственной жизни».
Во время второго полёта Романа Романенко Лена де Винне написала детскую книгу, посвященную дочери Романенко Насте. Книга была издана издательством "Самокат" и называлась  «Мой папа — космонавт. Правдивая история о том, как Роман Романенко и клоун Клёпа летали в космос». В этой книге клоун Клёпа, герой передачи АБВГДейка, отправляется в космос с Романом Романенко в качестве датчика невесомости. В космосе Клёпа неожиданно становится большим, и Роман обучает его жизни на орбите. Посвященная этому серия АБВГДейки вышла на экран через 3 дня после старта. Дочь Романа Романенко Настя играет в этой серии саму себя и сама исполняет песню вместе с клоуном Клёпой.
В соавторстве с художником Денисом Трусевичем Лена Де Винне выпустила детскую книгу «Космическая азбука». В книге в стихотворной форме  рассказана история космонавтики, описаны понятия из области космоса, науки и техники, счет от девяти до нуля на примере значимых для космоса величин (например, семь — количество основных звёзд в созвездии Большой Медведицы). Книга иллюстрирована буквами-макетами, сделанными в форме футуристических космических объектов. Упрощенная версия букв может быть распечатана для вырезания и склеивания дома и на уроках труда.
Помимо книг о космосе Лена  в соавторстве с Денисом Трусевичем  выпустила детскую книжку в жанре «сюрреалистическая сказка» под названием «Джолли в цирке»  и поэтические сборники: «Стихи Наощупь», «Разноцветное», «СтихиИ».
В 2013 году в Мемориальном музее космонавтики  в соавторстве с художником Вячеславом Давыдовым создала литературно-художественный проект «XXI век. Взгляд художника и поэта», где выступила автором стихов на русском и английском языках.
С 2015 года Лена Де Винне работает с поэтической группой ДООС, созданной Константином Кедровым. В издательстве ДООС Маргариты Аль готовится к выходу её новая поэтическая книга «Невесомость», куда войдут стихи на русском и английском языках.

### Книги
- My Countdown. Изд. Apogee Prime, 2010. – 172 с. ISBN 978-1-92683-709-3
- Дневник жены космонавта. 2011г. 320 стр. изд. АСТ, АСТЕРЕЛЬ,  ISBN 978-5-17-073530-3, ISBN 978-5-271-34791-7.
- Мой папа — космонавт. Правдивая история о том, как Роман Романенко и клоун Клёпа летали в космос. М.: Изд. Самокат, 2013. – 93 с. ISBN 978-5-91759-235-0
- Космическая азбука . 2015 г. 80 стр. изд. Большая Медведица.ISBN 9978-5-00028-045-4, ISBN 978-5-903078-42-4.
- Джолли в цирке. Изд. ЛитРес. 2016 г.[13]
- Разноцветное. Изд. ЛитРес., Солид Пресс,  2016 г.[13]
- СтихиИ Изд. Солид Пресс. 2016 г.[14]
- Наощупь. Стихи. Изд. ЛитРес.2016 г.[15]

## Личная жизнь
В 2005 году вышла замуж за Франка Де Винне, астронавта Европейского космического агентства. Они познакомились на работе в Нидерландах. Про Лену ошибочно пишут, что она была учительницей русского языка своего будущего мужа и  работала в российском ЦУПе и Звездном городке. По словам Франка к моменту знакомства с Леной, он уже знал русский язык, который выучил в процессе подготовки к полету. Лена никогда не работала в российской системе пилотируемой космонавтики и не преподавала. К моменту их знакомства Лена  уже была гражданкой Нидерландов. В бельгийских таблоидах также писали, что Лена — россиянка, которая принимала участие в подготовке к космическому полету в Звёздном городке, но после знакомства с будущим мужем  отказалась от профессии космонавта. Это информация не соответствует действительности.